# Baía das Quatro Ribeiras
A baía das Quatro Ribeiras também denominada por baía dos Moinhos é uma baía portuguesa localizada na freguesia açoriana das Quatro Ribeiras, concelho da Praia da Vitória, ilha Terceira, Açores.
Esta baía localizada na Costa das Quatro Ribeiras é rodeada por altas falésias e quase inacessíveis arribas que dificultam muito o acesso por terra a esta zona costeira.
Devido à estrutura quase vertical das arribas só é possível acostar num desembarcadouro existente numa estrutura tipo gruta, localizada na parte central desta baía.
Todo este espaço encontra-se Classificado como de Interesse Comunitário. (CIC), sob a denominação de: SIC da Costa das Quatro Ribeiras.
Nesta baía existem umas misteriosas pedras, actualmente em estudo, que segundo os cientistas, contêm gravações provavelmente feitas ainda antes de Cristo, facto que a comprovar-se seria espantoso.